# Jégszív
A Jégszív, második szinkronban A jég szíve (eredeti cím: Heart of Ice) a Batman: A rajzfilmsorozat első évadjának harmadik része. Amerikában 1992. szeptember 7-én mutatták be.

## Cselekmény
Dr. Victor Fries egy Gothcorp nevű cég tudósaként dolgozott. Amikor a halálos beteg felesége, Nora állapota drasztikusra fordult, hibernálta őt, hogy legyen ideje kifejleszteni az ellenszert. Azonban a cég kegyetlen vezetője, Ferris Boyle saját céljaira akarta felhasználni a doktor zsenialitását, és megzsarolta felesége hibernációjának megszakításával. Fries és Boyle testőrei között tűzpárbaj alakult ki, majd a doktor a fagypont alatti vegyszerek közé zuhant, amitől szervezete mutálódott, és azóta csakis jéghideg közegben tud életben maradni. Megépítette védőruháját, ami folyamatosan hűti testét, és létrehozta saját bűnbandáját. Eredeti célja, hogy rablásaival tovább tudja finanszírozni kutatásait Nora megmentéséhez, most azonban sok év elteltével bosszút forral...

## Szereplők
| Szereplő                    | Eredeti hang   | Magyar hang        | Magyar hang        |
| Szereplő                    | Eredeti hang   | 1. magyar változat | 2. magyar változat |
| --------------------------- | -------------- | ------------------ | ------------------ |
| Batman / Bruce Wayne        | Kevin Conroy   | Rosta Sándor       | Sótonyi Gábor      |
| Summer Gleeson              | Mari Devon     | Radó Denise        | Németh Kriszta     |
| Dr. Victor Fries / Mr. Fagy | Michael Ansara | ?                  | ?                  |
| Alfred Pennyworth           | Clive Revill   | Makay Sándor       | Makay Sándor       |

## Érdekességek
- A Batman: A rajzfilmsorozat több Emmy-díjat is kapott, köztük egyet a Outstanding Animated Program kategóriában.[1][2] Köztük hozott egyet a Jégszív című is.
- Eme epizódnak némely része meg lett jelenítve a Batman és Robin című filmben is, ahol Arnold Schwarzenegger alakítja Mr. Fagy szerepét.